# Lykens Township (Ohio)
Lykens Township ist eines von 16 Townships des Crawford Countys im US-Bundesstaat Ohio. Nach der Volkszählung im Jahr 2000 waren hier 469 Einwohner registriert.

## Geografie
Lykens Township liegt im Nordwesten des Crawford Countys im mittleren Norden von Ohio und grenzt im Uhrzeigersinn an die Townships: Bloom Township im Seneca County, Chatfield Township, Holmes Township, Tod Township, Texas Township und Eden Township (Seneca County).

## Verwaltung
Das Township wird durch ein Board of Trustees, bestehend aus drei gewählten Mitgliedern, verwaltet. Zwei Personen werden jeweils im Jahr nach der Präsidentschaftswahl gewählt und eine jeweils im Jahr davor. Die Amtszeit dauert in der Regel vier Jahre und beginnt jeweils am 1. Januar. Daneben gibt es noch einen Township Clerk (zuständig für Finanzen und Budget), der ebenfalls im Jahr vor der Präsidentschaftswahl auf eine vierjährige Amtszeit gewählt wird. Dessen Amtszeit beginnt jeweils am 1. April.